# Blasa Pérez
Blasa Pérez, apodada como "la Millonaria", fue una mujer adinerada española que estuvo involucrada en el asesinato conocido como “el crimen de la vereda del soldado” en 1932.

## Biografía
Era vecina de Carabanchel de Madrid, residió en la calle del General Ricardos, número 78.
Estuvo involucrada en “el crimen de la vereda del soldado”, conocido popularmente como “el crimen de la encajera” en el cual Luciana Rodríguez Narros, que se dedicaba a la venta de encajes almagreños y era natural de Herreruela de Oropesa en Toledo, apareció asesinada en la Vereda del Soldado, en el barrio de Campamento, el domingo 13 de marzo de 1932.
En un principio, entre otros sospechosos, el teniente Miguel Osorio de la Guardia Civil creyó que el autor del asesinato era Alipio de Miguel, pareja de Pilar Zenón, hija de Pérez. Por lo que se llegó a realizar un registro de la casa de Pérez buscando el arma homicida.
Finalmente, se descubrió que los verdaderos asesinos de la encajera fueron Julián Ramírez Rosas, chófer de la millonaria, y Leandro Iniesta González cuyo móvil era el del robo. Al  parecer, el día 11 de marzo habían hablado con Luciana de forma casual, y ella les había contado que sólo había conseguido vender 1.000 pesetas de su género en el palacio de Buenavista. Le sugirieron quedar al día siguiente en Puerta Cerrada para visitar a "la Millonaria" y ver si había más suerte, por lo que Luciana les ofreció un porcentaje por la venta que se hiciera. Al hablarlo después solos, ambos decidieron acudir al día siguiente pero para robar a Luciana.
Julián y Leandro fueron detenidos el 5 de agosto de 1932 por otro delito. Al ser interrogados, confesaron que uno de sus objetivos había sido también Pérez, que "al ser una mujer mayor y débil", consideraron que no habría opuesto mucha resistencia.

## Reconocimientos
El Ayuntamiento de Madrid cuenta con una calle asignada a Blasa Pérez al menos desde 1963 en el distrito de Carabanchel. Esta calle hace esquina con la calle del General Ricardos y el Parque de las Asociaciones. 